# Establo Hanaregoma (2021)

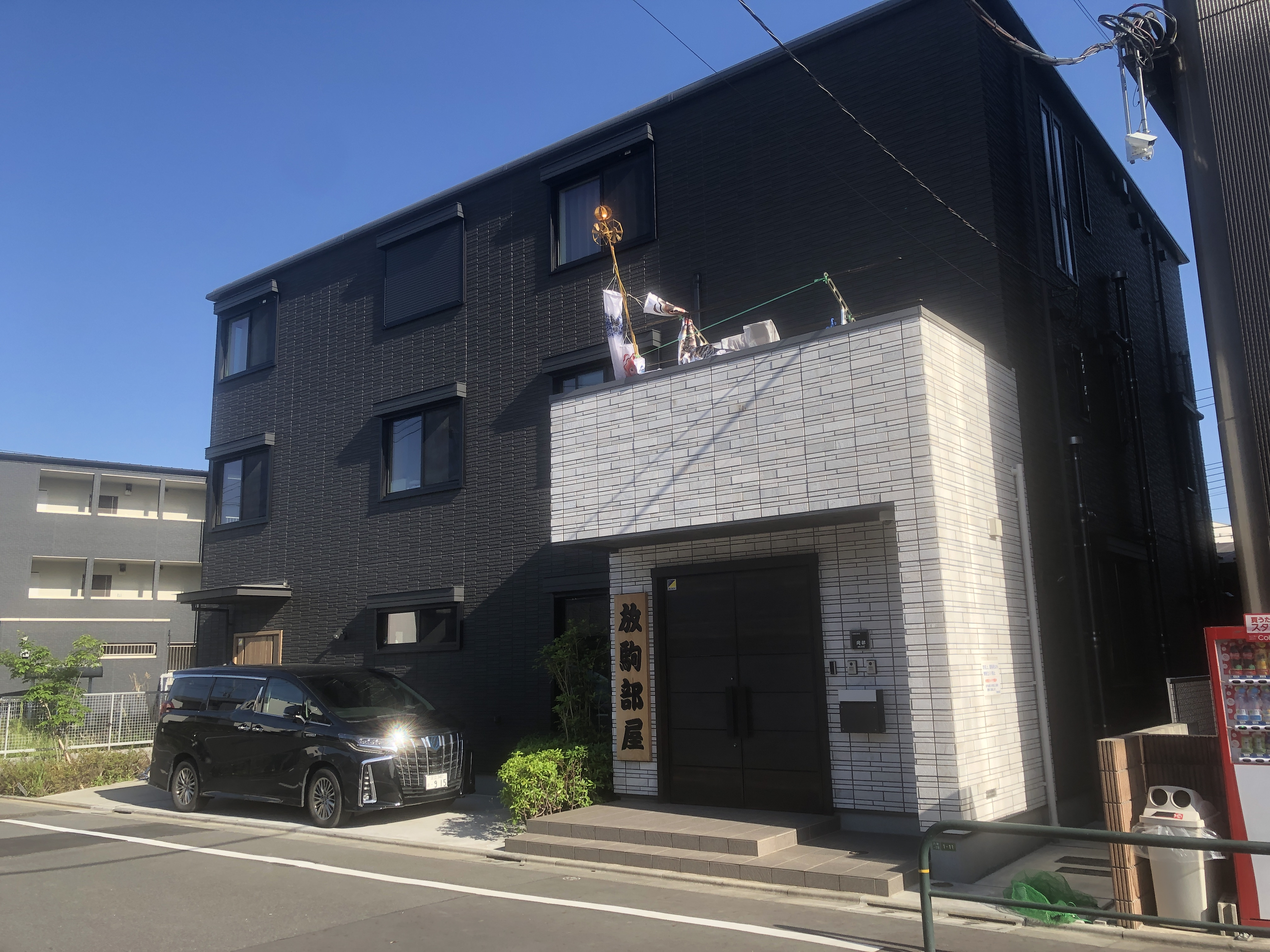
Fachada exterior del Establo Hanaregoma

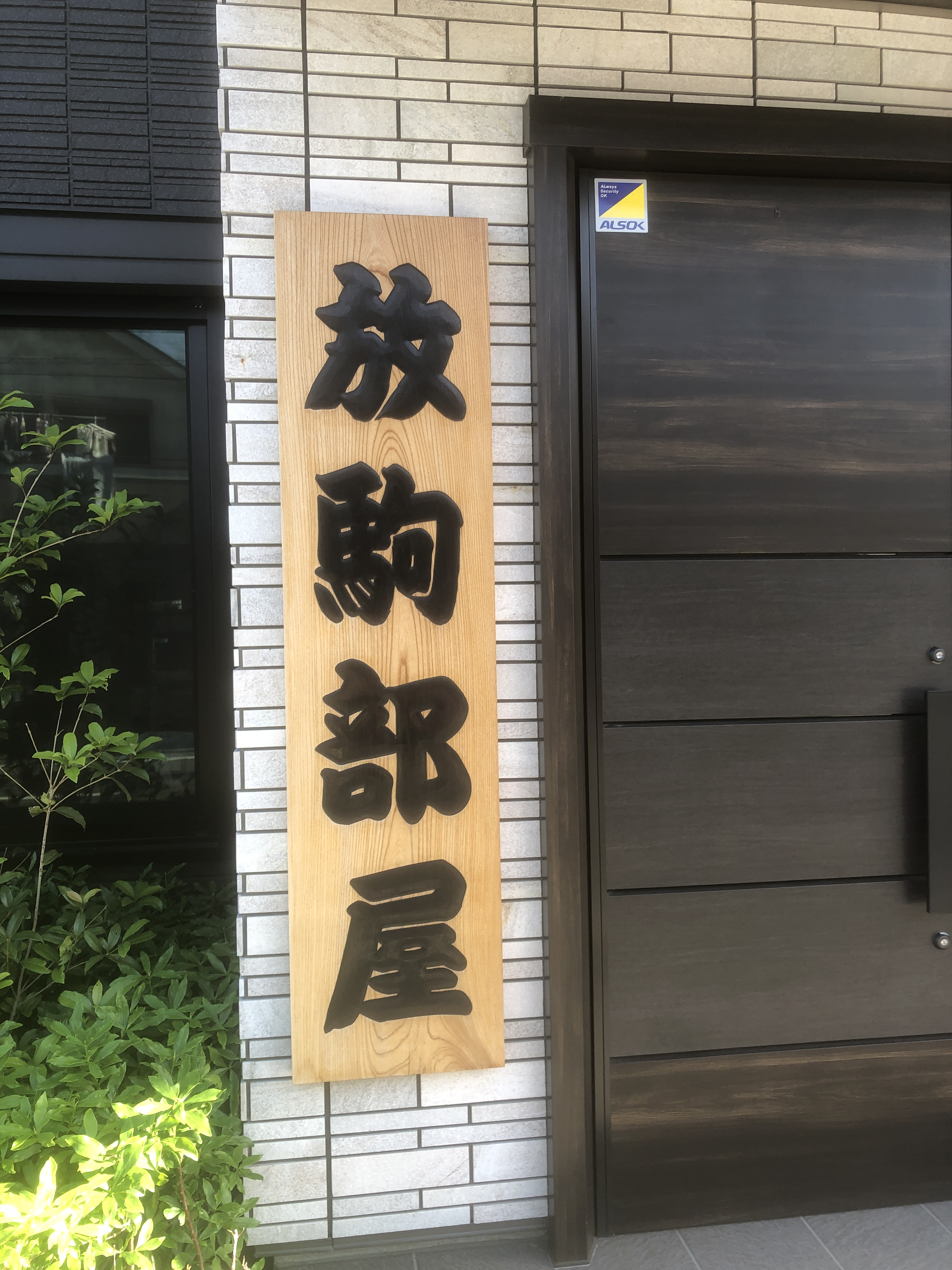
Placa de madera con el nombre del Establo Hanaregoma

El Establo Hanaregoma (放駒部屋, Hanaregoma beya), anteriormente conocido como el Establo Matsugane y el Establo Nishonoseki, es un establo de entrenamiento de sumo profesional. El recinto forma parte del ichimon Nishonoseki. Fue fundado en 1990 como el establo Matsugane por el ex ōzeki Wakashimazu tras independizarse del establo Futagoyama. El establo ha producido cinco luchadores clasificados en la división makuuchi: Wakakoshō[ja] (2000), Wakatsutomu (2001), Harunoyama (2004), Shōhōzan (2011) e Ichiyamamoto (2021). Tras el retiro de Harunoyama en noviembre de 2006, el establo se quedó sin sekitori hasta que Shōhōzan (en aquel momento conocido como Matsutani) alcanzó la división jūryō en marzo de 2010. Para enero de 2023, el establo poseía un total de 8 luchadores.
A finales de 2014, el consenso general entre las personas relacionadas al ichimon Nishonoseki era que la falta de un establo Nishonoseki dentro del clan era un sin sentido, ya que no había liderazgo. De acuerdo con esta opinión general, el oyakata del establo Matsugane, el cual había asimilado a una parte del personal del difunto establo Nishonoseki, decidió entonces revivir el nombre. Este intercambió su nombre de maestro/anciano por el de Tamarikido, antiguo dueño del nombre Nishonoseki, permitiéndole renombrar su establo. Tamarikido, ahora conocido como Matsugane, decidió unirse al recién renombrado establo.
En diciembre de 2021, la Asociación Japonesa de Sumo aprobó la transferencia del establo al maestro Hanaregoma (ex sekiwake Tamanoshima), por lo que establo volvió a ser renombrado, pasándose a llamar Establo Hanaregoma. El maestro Nishonoseki intercambió su nombre de maestro con el ex yokozuna Kisenosato, pasándose a llamar Araiso.

## Nombres de ring
Algunos luchadores de este establo adoptan un nombre de ring o shikona con el prefijo "Waka" (若), significando joven, y el cual es extraído del primer caracter del nombre del maestro fundador, el ōzeki Wakashimazu.

## Dueños
- 2021–presente: Hanaregoma Arata (iin, ex sekiwake Tamanoshima)
- 1990–2021: (ex ōzeki Wakashimazu), conocido como Matsugane desde 1990 a 2014 y Nishonoseki desde 2014 a 2021.

## Luchadores activos destacados
- Ichiyamamoto (mejor rango: maegashira)
- Shimazuumi (mejor rango: maegashira)

## Entrenadores
- Araiso Mutsuo (ex ōzeki Wakashimazu)
- Minatogawa Tadamitsu (iin, ex komusubi Daitetsu)[3]
- Matsugane Hideki (iin, ex maegashira Tamarikidō)

## Exluchadores destacados
- Shōhōzan (ex komusubi)
- Harunoyama (ex maegashira)
- Wakatsutomu (ex maegashira)

## Gyōji
- Shikimori Kindayū (makuuchi gyōji, de nombre real: Hiromitsu Oshida, sobrino de Kirinji Kazuharu)
- Shikimori Shinnosuke (jūryō gyōji, de nombre real: Yōji Mizutani)

## Yobidashi
- Matsuo (jūryō yobidashi, de nombre real: Yoshihiro Mine)
- Satoru (jūryō yobidashi, de nombre real: Satoru Asakura)

## Tokoyama
- Tokohira (tokoyama de primera clase)
- Tokoshima (tokoyama de primera clase)

## Ubicación y acceso
Kosaku 4-13-1, ciudad de Funabashi, prefectura de Chiba. A 10 minutos caminando desde la Estación Funabashihōten (Línea Musashino)